# Dicranomyia dichroa
Dicranomyia dichroa là một loài ruồi trong họ Limoniidae. Chúng phân bố ở miền Cổ bắc.